# Новокостянтинівка (Мелітопольський район)
Новокостянти́нівка — село в Україні, у Мелітопольському районі Запорізької області. Входить до складу Олександрівської сільської громади. Населення становить 729 осіб. Колишній орган місцевого самоврядування — Новокостянтинівська сільська рада.

## Географія
Село Новокостянтинівка розташоване на правому березі річки Домузла, яка через 2 км впадає в Азовське море, вище за течією на відстані 5 км розташоване село Георгіївка, на протилежному березі — село Приморський Посад. Річка в цьому місці сильно заболочена, утворює урочище Тубальський лиман.
Розташоване за 18 км на південь від селища Приазовське та за 40 км від залізничної станції Мелітополь.

## Історія
Першими поселенцями Новокостянтинівки, яка заснована у 1862 році на місці колишнього татарського аулу Великий Тобол, були біженці-українці з-за Дунаю та арнаути з-під Ізмаїла.
7 (20) листопада 1917 року, відповідно до Третього Універсалу Української Центральної Ради, увійшло до складу Української Народної Республіки.
12 червня 2020 року, відповідно до розпорядження Кабінету Міністрів України № 713-р «Про визначення адміністративних центрів та затвердження територій територіальних громад Запорізької області», село увійшло в Олександрівську сільську громаду.
19 липня 2020 року, після ліквідації Приазовського району, село увійшло до складу Мелітопольського району.

## Економіка
- Пансіонат «Азов».
- Пансіонат «Металург».

## Об'єкти соціальної сфери
- Школа I—II ст.
- Дитячий садочок.
- Клуб.
- Фельдшерсько-акушерський пункт.